# Jeff Tremaine

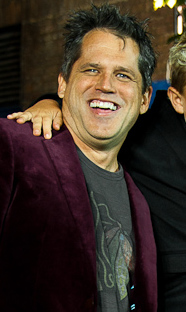
Jeff Tremaine (2013)

Jeffrey „Jeff“ Tremaine (* 4. September 1966 in Rockville, Maryland) ist ein US-amerikanischer Filmproduzent, Drehbuchautor und Regisseur. Er ist vor allem durch die Fernsehserie Jackass und deren Filmableger bekannt geworden, an deren Produktion er maßgeblich mitwirkte. 
Tremaine entwickelte 1998 gemeinsam mit Johnny Knoxville und Spike Jonze die Idee zu Jackass welches von 2000 bis 2002 mit großem Erfolg auf MTV lief und eine Filmreihe nach sich zog, bei der Tremaine teilweise auch als Regisseur in Erscheinung trat. Ab 2003 fungierte er als auch als Co-creator, Regisseur und Executive producer für den Jackass-spin-off Wildboyz. 2010 war er Co-creator und Executive producer des US-Ablegers von The Dudesons, The Dudesons in America.
Er ist seit 2007 mit Laura Tremaine verheiratet.

## Filmografie (Auswahl)
- 2000–2002: Jackass (Fernsehserie)
- 2002: Jackass: The Movie
- 2005: Jackass Presents: Murderball
- 2005: Jackass: Gumball 3000 Rally Special
- 2006: Jackass: Nummer Zwei (Jackass Number Two)
- 2007: Jackass 2.5
- 2008: Jackassworld.com: 24 Hour Takeover
- 2010: Jackass 3D
- 2011: Jackass 3.5
- 2013: Jackass: Bad Grandpa
- 2014: Jackass Presents: Bad Grandpa
- 2019: The Dirt – Sie wollten Sex, Drugs & Rock’n’Roll (The Dirt)
- 2022: Jackass Forever
- 2022: Jackass 4.5